# Odontelytrum abyssinicum
Odontelytrum es un género monotípico de plantas herbáceas perteneciente a la familia de las poáceas. Su única especie, Odontelytrum abyssinicum Hack., es originaria de Abisinia y sur de África. 

## Descripción
Es una planta perenne;  estolonífera con culmos de 60-100 cm de altura (30-40 cm de pie sobre el agua); herbácea; ramificada anteriormente. Los nodos glabros. Entrenudos de los culmos huecos. Plantas desarmadas. Los brotes jóvenes intravaginales. Hojas no agregadas basales; no auriculadas. Láminas de las hojas lineares o linear-lanceoladas; estrechas; de 9 mm de ancho; planas o enrolladas; sin venación; persistentes. La lígula es una membrana ciliada a una membrana con flecos; truncada (completa o laciniada); de 1-1.5 mm de largo. Contra-lígula ausente. Plantas bisexuales, con espiguillas bisexuales; con flores hermafroditas. Las espiguillas todos por igual en la sexualidad. Inflorescencia una falsa espiga, con espiguillas en ejes, o un solo racimo.

## Taxonomía
Odontelytrum abyssinicum fue descrita por Eduard Hackel y publicado en Oesterreichische Botanische Zeitschrift 48: 86. 1898.
Sinonimia
- Cenchrus abyssinicus (Hack.) Morrone[3][4]